# AZ in het seizoen 2022/23
In het seizoen 2022/23 kwam AZ uit in de Eredivisie. Ook deed AZ dit seizoen mee in de toernooien om de TOTO KNVB Beker en de UEFA Europa Conference League.
Aan het begin van het seizoen stroomde AZ in de tweede kwalificatieronde van de UEFA Europa Conference League. Via de derde kwalificatieronde en de play-offronde won AZ alle tweeluiken tegen respectievelijk FK Tuzla City, Dundee United en Gil Vicente FC in deze ronden en plaatste zich in de groepsfase van de Europa Conference League. AZ werd eerste in de groep voor SK Dnipro-1, Apollon Limasol en FC Vaduz. In de achtste finale won AZ de tweeluik tegen SS Lazio. Ook in de kwartfinale won AZ de tweeluik tegen RSC Anderlecht na strafschoppen. In de halve finale verloor echter AZ de tweeluik tegen West Ham United FC en werd uitgeschakeld.
In de KNVB Beker kwam AZ niet verder dan de achtste finale van dit seizoen. AZ verloor na verlenging met 1 – 2 van FC Utrecht.
AZ eindigde dit seizoen in de Eredivisie op de 4e plaats, dat recht geeft om deel te nemen aan de derde voorronde van de Europa Conference League van het volgende seizoen.

## Selectie
| Nr.           | Nat.             | Naam                 | Geb. dat.  | Vorige club      | Contract tot |
| Keepers       | Keepers          | Keepers              | Keepers    | Keepers          | Keepers      |
| ------------- | ---------------- | -------------------- | ---------- | ---------------- | ------------ |
| 1             | Australië        | Mathew Ryan          | 08-04-1992 | FC Kopenhagen    | 2024         |
| 12            | Nederland        | Hobie Verhulst       | 02-04-1993 | Go Ahead Eagles  | 2025         |
| 13            | Nederland        | Sem Westerveld       | 18-07-2002 | Eigen jeugd      | 2026         |
| Verdedigers   |                  |                      |            |                  |              |
| 2             | Japan            | Yukinari Sugawara    | 28-06-2000 | Nagoya Grampus   | 2025         |
| 3             | Griekenland      | Pantelis Hatzidiakos | 18-01-1997 | Eigen jeugd      | 2024         |
| 4             | Nederland        | Bruno Martins Indi   | 08-02-1992 | Stoke City FC    | 2025         |
| 5             | Hongarije        | Milos Kerkez         | 07-03-2003 | AC Milan         | 2026         |
| 22            | Nederland        | Maxim Dekker         | 21-04-2004 | Eigen jeugd      | 2026         |
| 27            | België           | Zinho Vanheusden     | 29-07-1999 | Internazionale   | 2023         |
| 31            | Nederland        | Sam Beukema          | 17-11-1998 | Go Ahead Eagles  | 2026         |
| 34            | Nederland        | Mees de Wit          | 17-04-1998 | PEC Zwolle       | 2027         |
| Middenvelders |                  |                      |            |                  |              |
| 6             | Nederland        | Tijjani Reijnders    | 29-07-1998 | RKC Waalwijk     | 2027         |
| 8             | Nederland        | Jordy Clasie         | 27-06-1991 | Southampton FC   | 2024         |
| 10            | Nederland        | Dani de Wit          | 28-01-1998 | Ajax             | 2024         |
| 14            | Verenigde Staten | Djordje Mihailovic   | 10-11-1998 | CF Montréal      | 2027         |
| 16            | Nederland        | Sven Mijnans         | 09-03-2000 | Sparta Rotterdam | 2028         |
| 25            | Nederland        | Riechedly Bazoer     | 12-10-1996 | Vitesse          | 2025         |
| 28            | Nederland        | Zico Buurmeester     | 07-06-2002 | Eigen jeugd      | 2024         |
| Aanvallers    |                  |                      |            |                  |              |
| 7             | Denemarken       | Jens Odgaard         | 31-03-1999 | US Sassuolo      | 2027         |
| 9             | Griekenland      | Vangelis Pavlidis    | 21-11-1998 | Willem II        | 2025         |
| 11            | Zweden           | Jesper Karlsson      | 25-07-1998 | IF Elfsborg      | 2026         |
| 17            | Turkije          | Yusuf Barası         | 31-03-2003 | Eigen jeugd      | 2025         |
| 19            | Nederland        | Myron van Brederode  | 06-07-2003 | Eigen jeugd      | 2026         |
| 21            | Nederland        | Ernest Poku          | 28-01-2004 | Eigen jeugd      | 2026         |
| 23            | Zweden           | Mayckel Lahdo        | 30-12-2002 | Hammarby IF      | 2027         |

Bron: A-selectie van AZ

## Transfers
Voor recente transfers bekijk: Lijst van Eredivisie transfers zomer 2022/23

Voor recente transfers bekijk: Lijst van Eredivisie transfers winter 2022/23
Aangetrokken
| No. | Nationaliteit    | Positie      | Naam               | Vorige club             |
| --- | ---------------- | ------------ | ------------------ | ----------------------- |
| 1   | Australië        | Doelman      | Mathew Ryan        | FC Kopenhagen           |
| 7   | Denemarken       | Aanvaller    | Jens Odgaard       | US Sassuolo             |
| 14  | Verenigde Staten | Middenvelder | Djordje Mihailovic | CF Montréal             |
| 16  | Nederland        | Middenvelder | Sven Mijnans       | Sparta Rotterdam        |
| 23  | Zweden           | Aanvaller    | Mayckel Lahdo      | Hammarby IF             |
| 25  | Nederland        | Middenvelder | Riechedly Bazoer   | Vitesse                 |
| 27  | België           | Verdediger   | Zinho Vanheusden   | Internazionale, gehuurd |
| 34  | Nederland        | Verdediger   | Mees de Wit        | PEC Zwolle              |

Vertrokken
| No. bij AZ | Nationaliteit | Positie      | Naam                 | Nieuwe club     | C. tot | Type                                                 |
| ---------- | ------------- | ------------ | -------------------- | --------------- | ------ | ---------------------------------------------------- |
| 1          | Denemarken    | Doelman      | Peter Vindahl Jensen | 1. FC Nürnberg  | 2025   | Verhuurd                                             |
| 5          | Nederland     | Verdediger   | Owen Wijndal         | Ajax            | 2023   | Transfer                                             |
| 6          | Noorwegen     | Middenvelder | Fredrik Midtsjø      | Galatasaray SK  | 2023   | Transfer                                             |
| 7          | Marokko       | Aanvaller    | Zakaria Aboukhlal    | Toulouse FC     | 2023   | Transfer                                             |
| 8          | Ghana         | Middenvelder | Kamal Sowah          | Club Brugge     | 2022   | Was gehuurd                                          |
| 14         | Nederland     | Middenvelder | Peer Koopmeiners     | Excelsior       | 2025   | Verhuurd                                             |
| 15         | Noorwegen     | Verdediger   | Aslak Fonn Witry     | PFK Loedogorets | 2026   | Transfer                                             |
| 16         | Nederland     | Doelman      | Beau Reus            | SK Beveren      | 2023   | Transfer                                             |
| 18         | Noorwegen     | Aanvaller    | Håkon Evjen          | Brøndby IF      | 2024   | Transfer                                             |
| 19         | Nederland     | Aanvaller    | Jelle Duin           | Aarhus GF       | 2024   | Verhuurd                                             |
| 23         | Nederland     | Middenvelder | Mohamed Taabouni     | Feyenoord       | 2022   | Transfervrij                                         |
| 30         | Nederland     | Doelman      | Mees Bakker          | De Graafschap   | 2023   | Verhuurd                                             |
|            | Nederland     | Verdediger   | Thomas Ouwejan       | FC Schalke 04   | 2024   | Transfer, vorig seizoen bij dezelfde club verhuurd   |
|            | Nederland     | Aanvaller    | Ferdy Druijf         | Rapid Wien      | 2025   | Transfer, vorig seizoen bij dezelfde club verhuurd   |
|            | Nederland     | Middenvelder | Kenzo Goudmijn       | Excelsior       | 2024   | Verhuurd, vorig seizoen bij dezelfde club verhuurd   |
|            | Nederland     | Verdediger   | Joris Kramer         | N.E.C.          | 2023   | Transfer, vorig seizoen verhuurd bij Go Ahead Eagles |
|            | Nederland     | Verdediger   | Timo Letschert       | Lyngby BK       | 2023   | Transfervrij                                         |

## Staf & directie
| Naam             | Functie           |
| ---------------- | ----------------- |
| Pascal Jansen    | Hoofdtrainer      |
| Robert Franssen  | Assistent-trainer |
| Kenneth Goudmijn | Assistent-trainer |
| Nick van Aart    | Keeperstrainer    |

| Naam            | Functie             |
| --------------- | ------------------- |
| Robert Eenhoorn | Algemeen directeur  |
| Max Huiberts    | Technisch directeur |

## Wedstrijdverslagen

### Vriendschappelijk
Wedstrijden
| Datum & Tijd           | Wedstrijd               | Uitslag | Verslag      |
| ---------------------- | ----------------------- | ------- | ------------ |
| 02-07-2022 – 16:00 uur | AZ – PEC Zwolle         | 3 – 1   | 1            |
| 06-07-2022 – 19:00 uur | AZ – PAOK               | 2 – 2   | 2            |
| 09-07-2022 – 19:30 uur | Olympiakos Piraeus – AZ | 1 – 0   | 3            |
| 16-07-2022 – 16:00 uur | KVC Westerlo – AZ       | 0 – 1   | 4[dode link] |
| 24-07-2022 – 17:00 uur | AZ – Bologna            | 1 – 0   | 5            |
| 22-12-2022 – 12:00 uur | Valencia CF – AZ        | 1 – 3   | 6            |
| 29-12-2022 – 19:00 uur | Atalanta – AZ           | 0 – 1   | 7            |

### Eredivisie
Wedstrijden
| №  | Datum & Tijd           | Wedstrijd             | Uitslag | Verslag       |
| -- | ---------------------- | --------------------- | ------- | ------------- |
| 1  | 07-08-2022 – 16:45 uur | AZ – Go Ahead Eagles  | 2 – 0   | 1             |
| 2  | 14-08-2022 – 16:45 uur | Sparta Rotterdam – AZ | 2 – 3   | 2             |
| 3  | 01-09-2022 – 20:00 uur | AZ – N.E.C.           | 1 – 1   | 3             |
| 4  | 28-08-2022 – 16:45 uur | SC Cambuur – AZ       | 0 – 1   | 4             |
| 5  | 04-09-2022 – 14:30 uur | FC Emmen – AZ         | 0 – 3   | 5[dode link]  |
| 6  | 11-09-2022 – 16:45 uur | AZ – FC Twente        | 1 – 1   | 6[dode link]  |
| 7  | 18-09-2022 – 16:45 uur | AZ – Ajax             | 2 – 1   | 7             |
| 8  | 01-10-2022 – 18:45 uur | FC Groningen – AZ     | 1 – 4   | 8             |
| 9  | 09-10-2022 – 14:30 uur | FC Utrecht – AZ       | 1 – 2   | 9             |
| 10 | 16-10-2022 – 16:45 uur | AZ – Feyenoord        | 1 – 3   | 10            |
| 11 | 23-10-2022 – 12:15 uur | Excelsior – AZ        | 2 – 1   | 11            |
| 12 | 30-10-2022 – 16:45 uur | AZ – FC Volendam      | 2 – 1   | 12            |
| 13 | 06-11-2022 – 16:45 uur | RKC Waalwijk – AZ     | 3 – 1   | 13            |
| 14 | 12-11-2022 – 21:00 uur | PSV – AZ              | 0 – 1   | 14            |
| 15 | 07-01-2023 – 18:45 uur | AZ – Vitesse          | 1 – 1   | 15            |
| 16 | 14-01-2023 – 18:45 uur | sc Heerenveen – AZ    | 0 – 2   | 16            |
| 17 | 22-01-2023 – 16:45 uur | AZ – Fortuna Sittard  | 3 – 1   | 17            |
| 18 | 25-01-2023 – 18:45 uur | Go Ahead Eagles – AZ  | 1 – 4   | 18            |
| 19 | 28-01-2023 – 21:00 uur | AZ – FC Utrecht       | 5 – 5   | 19            |
| 20 | 04-02-2023 – 18:45 uur | FC Volendam – AZ      | 1 – 1   | 20            |
| 21 | 10-02-2023 – 20:00 uur | AZ – Excelsior        | 5 – 0   | 21            |
| 22 | 18-02-2023 – 21:00 uur | Feyenoord – AZ        | 2 – 1   | 22            |
| 23 | 25-02-2023 – 20:00 uur | AZ – SC Cambuur       | 2 – 1   | 23            |
| 24 | 03-03-2023 – 20:00 uur | Vitesse – AZ          | 0 – 1   | 24[dode link] |
| 25 | 11-03-2023 – 20:00 uur | AZ – FC Groningen     | 1 – 0   | 25            |
| 26 | 19-03-2023 – 20:00 uur | FC Twente – AZ        | 2 – 1   | 26            |
| 27 | 01-04-2023 – 16:30 uur | AZ – sc Heerenveen    | 1 – 1   | 27            |
| 28 | 08-04-2023 – 20:00 uur | AZ – Sparta Rotterdam | 0 – 1   | 28            |
| 29 | 16-04-2023 – 20:00 uur | Fortuna Sittard – AZ  | 0 – 3   | 29            |
| 30 | 23-04-2023 – 20:00 uur | AZ – RKC Waalwijk     | 3 – 0   | 30            |
| 31 | 06-05-2023 – 21:00 uur | Ajax – AZ             | 0 – 0   | 31            |
| 32 | 14-05-2023 – 20:00 uur | AZ – FC Emmen         | 5 – 1   | 32            |
| 33 | 21-05-2023 – 14:30 uur | N.E.C. – AZ           | 0 – 3   | 33            |
| 34 | 28-05-2023 – 14:30 uur | AZ – PSV              | 1 – 2   | 34            |

### TOTO KNVB Beker
Wedstrijden
| Ronde          | Datum                                                             | Wedstrijd                                                         | Uitslag                                                           | Verslag                                                           |
| -------------- | ----------------------------------------------------------------- | ----------------------------------------------------------------- | ----------------------------------------------------------------- | ----------------------------------------------------------------- |
| Eerste ronde   | Vrijstelling wegens plaatsing voor de Europese clubhoofdtoernooi. | Vrijstelling wegens plaatsing voor de Europese clubhoofdtoernooi. | Vrijstelling wegens plaatsing voor de Europese clubhoofdtoernooi. | Vrijstelling wegens plaatsing voor de Europese clubhoofdtoernooi. |
| Tweede ronde   | 11-01-2023 – 18:45 uur                                            | Excelsior – AZ                                                    | 1 – 4                                                             | 1                                                                 |
| Achtste finale | 07-02-2023 – 18:45 uur                                            | AZ – FC Utrecht                                                   | 1 – 2 (n.v.)*                                                     | 2                                                                 |

* Hierdoor is AZ uitgeschakeld in de KNVB Beker van dit seizoen.

### UEFA Europa Conference League
Wedstrijden
| Ronde                    | Wedstrijd | Datum                  | Wedstrijd               | Uitslag | Totaal                    | Verslag       |
| ------------------------ | --------- | ---------------------- | ----------------------- | ------- | ------------------------- | ------------- |
| Tweede kwalificatieronde | 1         | 21-07-2022 – 20:30 uur | AZ – FK Tuzla City      | 1 – 0   | 5 – 0                     | 1             |
| Tweede kwalificatieronde | 2         | 28-07-2022 – 20:45 uur | FK Tuzla City – AZ      | 0 – 4   | 5 – 0                     | 2             |
| Derde kwalificatieronde  | 1         | 04-08-2022 – 21:00 uur | Dundee United – AZ      | 1 – 0   | 7 – 1                     | 3             |
| Derde kwalificatieronde  | 2         | 11-08-2022 – 21:00 uur | AZ – Dundee United      | 7 – 0   | 7 – 1                     | 4             |
| Play-offronde            | 1         | 18-08-2022 – 21:00 uur | AZ – Gil Vicente FC     | 4 – 0   | 6 – 1                     | 5             |
| Play-offronde            | 2         | 25-08-2022 – 21:00 uur | Gil Vicente FC – AZ     | 1 – 2   | 6 – 1                     | 6             |
| Groepsfase               | 1         | 08-09-2022 – 21:00 uur | SK Dnipro-1 – AZ        | 0 – 1   | 1e                        | 7             |
| Groepsfase               | 2         | 15-09-2022 – 18:45 uur | AZ – FC Vaduz           | 4 – 1   | 1e                        | 8             |
| Groepsfase               | 3         | 06-10-2022 – 21:00 uur | AZ – Apollon Limasol    | 3 – 2   | 1e                        | 9             |
| Groepsfase               | 4         | 13-10-2022 – 18:45 uur | Apollon Limasol – AZ    | 1 – 0   | 1e                        | 10            |
| Groepsfase               | 5         | 27-10-2022 – 18:45 uur | FC Vaduz – AZ           | 1 – 2   | 1e                        | 11            |
| Groepsfase               | 6         | 03-11-2022 – 18:45 uur | AZ – SK Dnipro-1        | 2 – 1   | 1e                        | 12            |
| Achtste finale           | 1         | 07-03-2023 – 18:45 uur | SS Lazio – AZ           | 1 – 2   | 4 – 2                     | 13            |
| Achtste finale           | 2         | 16-03-2023 – 21:00 uur | AZ – SS Lazio           | 2 – 1   | 4 – 2                     | 14[dode link] |
| Kwartfinale              | 1         | 13-04-2023 – 21:00 uur | RSC Anderlecht – AZ     | 0 – 2   | 2 – 2 (n.v.) 4 – 1 (n.s.) | 15            |
| Kwartfinale              | 2         | 20-04-2023 – 18:45 uur | AZ – RSC Anderlecht     | 2 – 0   | 2 – 2 (n.v.) 4 – 1 (n.s.) | 16            |
| Halve finale             | 1         | 11-05-2023 – 21:00 uur | West Ham United FC – AZ | 2 – 1   | 1 – 3*                    | 17            |
| Halve finale             | 2         | 18-05-2023 – 21:00 uur | AZ – West Ham United FC | 0 – 1   | 1 – 3*                    | 18            |

* Hierdoor is AZ uitgeschakeld in de Europa Conference League van dit seizoen.

#### Groepsfase (groep E)
| # | Team            | Wedstrijden | Wedstrijden | Wedstrijden | Wedstrijden | Punten | Doelpunten | Doelpunten | Doelpunten |       | Uitslagen (Thuis ╲ Uit) | Uitslagen (Thuis ╲ Uit) | Uitslagen (Thuis ╲ Uit) | Uitslagen (Thuis ╲ Uit) |
| # | Team            | Gespeeld    | Winst       | Gelijk      | Verlies     | Punten | Voor       | Tegen      | Saldo      | AZ    | DNI                     | APO                     | VAD                     |                         |
| 1. | AZ              | 6           | 5           | 0           | 1           | 15     | 12         | 6          | +6         |       | 2 – 1                   | 3 – 2                   | 4 – 1                   |                         |
| 2. | SK Dnipro-1     | 6           | 3           | 1           | 2           | 10     | 9          | 7          | +2         | 0 – 1 |                         | 1 – 0                   | 2 – 2                   |                         |
| 3. | Apollon Limasol | 6           | 2           | 1           | 3           | 7      | 5          | 7          | −2         | 1 – 0 | 1 – 3                   |                         | 1 – 0                   |                         |
| 4. | FC Vaduz        | 6           | 0           | 2           | 4           | 2      | 5          | 11         | −6         | 1 – 2 | 1 – 2                   | 0 – 0                   |                         |                         |
| \| Legendakleuren in de tabellen \| \| Groepswinnaar gaat door naar de achtste finale. \| \| Nummer twee gaat door naar de tussenronde. \| \| Uitgeschakeld \| |                 |             |             |             |             |        |            |            |            |       |                         |                         |                         |                         |
| Legendakleuren in de tabellen |                 |             |             |             |             |        |            |            |            |       |                         |                         |                         |                         |
| Groepswinnaar gaat door naar de achtste finale. |                 |             |             |             |             |        |            |            |            |       |                         |                         |                         |                         |
| Nummer twee gaat door naar de tussenronde. |                 |             |             |             |             |        |            |            |            |       |                         |                         |                         |                         |
| Uitgeschakeld |                 |             |             |             |             |        |            |            |            |       |                         |                         |                         |                         |

## Statistieken

### Eindstand in Nederlandse Eredivisie
| Stand | Gespeeld | Gewonnen | Gelijk | Verloren | Punten | Doelpunten voor | Doelpunten tegen | Gele kaarten | Twee gele kaarten | Rode kaarten |
| ----- | -------- | -------- | ------ | -------- | ------ | --------------- | ---------------- | ------------ | ----------------- | ------------ |
| 4e    | 34       | 20       | 7      | 7        | 67     | 68              | 35               | 51           | 0                 | 1            |

#### Punten, stand en doelpunten per speelronde
| Speelronde                            | 1  | 2  | 3  | 4  | 5  | 6  | 7  | 8   | 9   | 10  | 11 | 12  | 13 | 14 | 15 | 16  | 17  | 18  | 19  | 20  | 21  | 22  | 23  | 24  | 25  | 26  | 27  | 28  | 29  | 30  | 31  | 32  | 33  | 34  | Totaal |
| ------------------------------------- | -- | -- | -- | -- | -- | -- | -- | --- | --- | --- | -- | --- | -- | -- | -- | --- | --- | --- | --- | --- | --- | --- | --- | --- | --- | --- | --- | --- | --- | --- | --- | --- | --- | --- | ------ |
| Aantal punten per speelronde          | 3  | 3  | 1  | 3  | 3  | 1  | 3  | 3   | 3   | 0   | 0  | 3   | 0  | 3  | 1  | 3   | 3   | 3   | 1   | 1   | 3   | 0   | 3   | 3   | 3   | 0   | 1   | 0   | 3   | 3   | 1   | 3   | 3   | 0   | 67     |
| Aantal punten na speelronde           | 3  | 6  | 7  | 10 | 13 | 14 | 17 | 20  | 23  | 23  | 23 | 26  | 26 | 29 | 30 | 33  | 36  | 39  | 40  | 41  | 44  | 44  | 47  | 50  | 53  | 53  | 54  | 54  | 57  | 60  | 61  | 64  | 67  | 67  | 67     |
| Stand na speelronde                   | 3e | 5e | 5e | 4e | 3e | 4e | 3e | 1e  | 1e  | 4e  | 4e | 4e  | 5e | 4e | 5e | 2e  | 2e  | 2e  | 2e  | 2e  | 2e  | 3e  | 3e  | 3e  | 3e  | 4e  | 4e  | 4e  | 4e  | 4e  | 4e  | 4e  | 4e  | 4e  | 4e     |
| Aantal doelpunten per speelronde      | 2  | 3  | 1  | 1  | 3  | 1  | 2  | 4   | 2   | 1   | 1  | 2   | 1  | 1  | 1  | 2   | 3   | 4   | 5   | 1   | 5   | 1   | 2   | 1   | 1   | 1   | 1   | 0   | 3   | 3   | 0   | 5   | 3   | 1   | 68     |
| Aantal tegendoelpunten per speelronde | 0  | 2  | 1  | 0  | 0  | 1  | 1  | 1   | 1   | 3   | 2  | 1   | 3  | 0  | 1  | 0   | 1   | 1   | 5   | 1   | 0   | 2   | 1   | 0   | 0   | 2   | 1   | 1   | 0   | 0   | 0   | 1   | 0   | 2   | 35     |
| Doelsaldo na speelronde               | +2 | +3 | +3 | +4 | +7 | +7 | +8 | +11 | +12 | +10 | +9 | +10 | +8 | +9 | +9 | +11 | +13 | +16 | +16 | +16 | +21 | +20 | +21 | +22 | +23 | +22 | +22 | +21 | +24 | +27 | +27 | +31 | +34 | +33 | +33    |

### Topscorers
| Nr.                           | Naam                          | Goal |
| ----------------------------- | ----------------------------- | ---- |
| 1.                            | Vangelis Pavlidis             | 12   |
| 2.                            | Jesper Karlsson               | 9    |
| 2.                            | Jens Odgaard                  | 9    |
| 4.                            | Dani de Wit                   | 5    |
| 5.                            | Myron van Brederode           | 4    |
| 5.                            | Sven Mijnans                  | 4    |
| 7.                            | Jordy Clasie                  | 3    |
| 7.                            | Milos Kerkez                  | 3    |
| 7.                            | Tijjani Reijnders             | 3    |
| 7.                            | Yukinari Sugawara             | 3    |
| 11.                           | Sam Beukema                   | 2    |
| 11.                           | Mayckel Lahdo                 | 2    |
| 11.                           | Mees de Wit                   | 2    |
| 14.                           | Zico Buurmeester              | 1    |
| 14.                           | Maxim Dekker                  | 1    |
| 14.                           | Wouter Goes                   | 1    |
| 14.                           | Djordje Mihailovic            | 1    |
| Eigen doelpunten tegenstander | Eigen doelpunten tegenstander | 3    |
| Totaal                        | Totaal                        | 68   |

| Nr.                           | Naam              | Goal |
| ----------------------------- | ----------------- | ---- |
| 1.                            | Jesper Karlsson   | 2    |
| 2.                            | Jens Odgaard      | 1    |
| 2.                            | Vangelis Pavlidis | 1    |
| 2.                            | Dani de Wit       | 1    |
| Eigen doelpunten tegenstander |                   |      |
| Totaal                        | Totaal            | 5    |

| Nr.                           | Naam                | Goal |
| ----------------------------- | ------------------- | ---- |
| 1.                            | Vangelis Pavlidis   | 5    |
| 2.                            | Dani de Wit         | 3    |
| 3.                            | Jesper Karlsson     | 2    |
| 3.                            | Milos Kerkez        | 2    |
| 3.                            | Jens Odgaard        | 2    |
| 6.                            | Yusuf Barası        | 1    |
| 6.                            | Sam Beukema         | 1    |
| 6.                            | Myron van Brederode | 1    |
| 6.                            | Tijjani Reijnders   | 1    |
| 6.                            | Yukinari Sugawara   | 1    |
| Eigen doelpunten tegenstander |                     |      |
| Totaal                        | Totaal              | 19   |

### Assists
| Nr.    | Naam                 | Assist |
| ------ | -------------------- | ------ |
| 1.     | Vangelis Pavlidis    | 8      |
| 1.     | Yukinari Sugawara    | 8      |
| 3.     | Tijjani Reijnders    | 7      |
| 4.     | Pantelis Hatzidiakos | 4      |
| 4.     | Jesper Karlsson      | 4      |
| 4.     | Jens Odgaard         | 4      |
| 7.     | Sven Mijnans         | 3      |
| 8.     | Jordy Clasie         | 2      |
| 9.     | Yusuf Barası         | 1      |
| 9.     | Myron van Brederode  | 1      |
| 9.     | Håkon Evjen          | 1      |
| 9.     | Milos Kerkez         | 1      |
| 9.     | Peer Koopmeiners     | 1      |
| 9.     | Mayckel Lahdo        | 1      |
| 9.     | Djordje Mihailovic   | 1      |
| 9.     | Aslak Fonn Witry     | 1      |
| 9.     | Mees de Wit          | 1      |
| Totaal | Totaal               | 49     |

| Nr.    | Naam              | Assist |
| ------ | ----------------- | ------ |
| 1.     | Jordy Clasie      | 1      |
| 1.     | Jens Odgaard      | 1      |
| 1.     | Vangelis Pavlidis | 1      |
| 1.     | Tijjani Reijnders | 1      |
| Totaal | Totaal            | 4      |

| Nr.    | Naam                 | Assist |
| ------ | -------------------- | ------ |
| 1.     | Jesper Karlsson      | 4      |
| 2.     | Milos Kerkez         | 3      |
| 3.     | Jordy Clasie         | 2      |
| 3.     | Tijjani Reijnders    | 2      |
| 3.     | Yukinari Sugawara    | 2      |
| 6.     | Pantelis Hatzidiakos | 1      |
| 6.     | Sven Mijnans         | 1      |
| 6.     | Jens Odgaard         | 1      |
| 6.     | Dani de Wit          | 1      |
| Totaal | Totaal               | 17     |